# Weilmünster

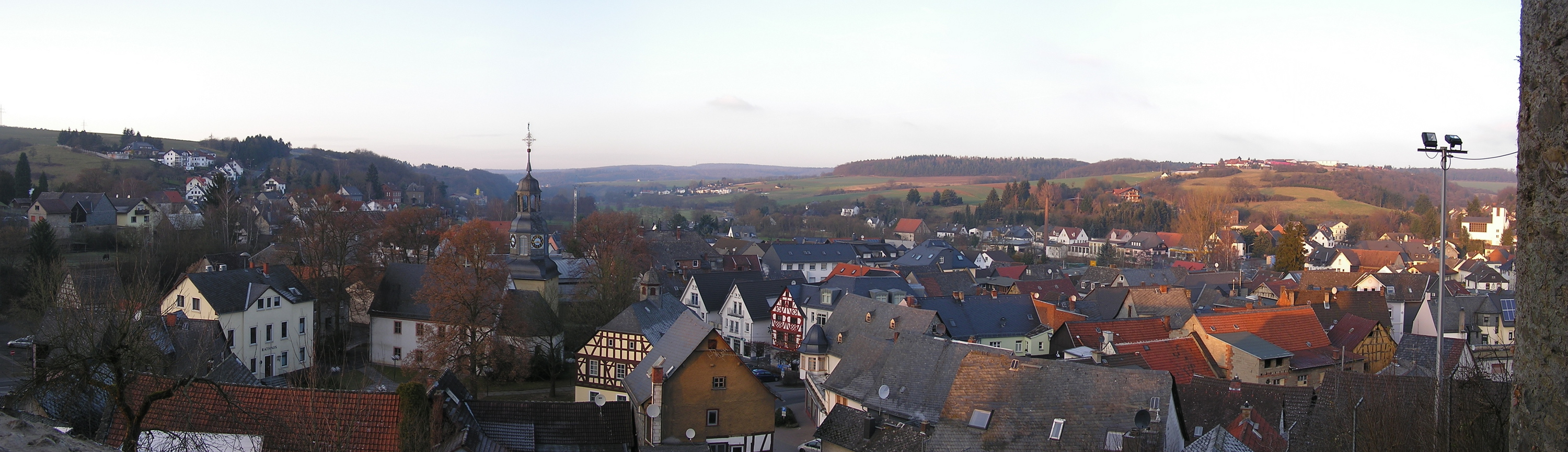
Blick über Weilmünster

Weilmünster ist eine Gemeinde im mittelhessischen Landkreis Limburg-Weilburg. Sie trägt seit dem 30. September 1983 die amtliche Zusatzbezeichnung Marktflecken.

## Geografie

### Geografische Lage
Weilmünster liegt am Nordhang des Taunus im Tal der Weil, einem Nebenfluss der Lahn. Die nächstgelegenen, größeren Städte sind Wetzlar (20 Kilometer) im Nordosten, Butzbach (30 Kilometer) im Osten, Usingen (18 Kilometer) im Südosten sowie Bad Camberg (23 Kilometer) und Limburg an der Lahn (35 Kilometer) im Südwesten.

### Nachbargemeinden
Weilmünster grenzt im Norden an die Städte Weilburg (Landkreis Limburg-Weilburg) und Braunfels, im Osten an die Gemeinde Waldsolms (beide Lahn-Dill-Kreis), im Süden an die Gemeinden Grävenwiesbach, Weilrod (beide Hochtaunuskreis) und Selters sowie im Westen an die Gemeinden Villmar und Weinbach (alle drei im Landkreis Limburg-Weilburg).

### Gliederung
Weilmünster besteht aus den Ortsteilen Audenschmiede, Aulenhausen, Dietenhausen, Ernsthausen, Essershausen, Laimbach, Langenbach, Laubuseschbach, Lützendorf, Möttau, Rohnstadt, Weilmünster (Kernort) und Wolfenhausen.
Der Kernort Weilmünster ist der nach Einwohnerzahl größte aller Ortsteile des Marktfleckens. Außerdem ist er ein Zentrum für den Einzelhandel und die medizinische Versorgung.

## Geschichte

### Ortsgeschichte
Weilmünster wurde im Jahr 1217 als Wilmunstre erstmals urkundlich erwähnt, war zu dieser Zeit aber schon ein Dorf mit einer eigenen Kirche. Es gibt Hinweise, dass das Kloster Fulda, welches Besitzungen im Ort hatte, diese Kirche im Laufe des 9. Jahrhunderts erbauen ließ. Die jetzige evangelische Kirche wurde Anfang des 16. Jahrhunderts und ihr viereckiger Wehrturm bereits um das Jahr 1300 errichtet. Ab 1601 ist ein regelmäßiger Markt in Weilmünster nachgewiesen. Weilmünster war Amtssitz des Amtes Weilmünster. Der Ort gehörte zu Nassau, nach der Erbteilung zu Nassau-Weilburg, ab 1806 zum Herzogtum Nassau und kam nach der preußischen Annexion im September 1866 zur preußischen Provinz Hessen-Nassau.
Die Industrialisierung in Weilmünster begann früh. Für das Jahr 1421 ist in Audenschmiede eine Waldschmiede nachgewiesen. Bereits vor 1495 existierte mit der Grube Mehlbach ein Bergwerk zur Gewinnung von Silber, Blei und Kupfer, welches im Laufe der Jahrhunderte zu den ergiebigsten der Lahnmulde gehörte.
Ende des 16. Jahrhunderts existierte in Weilmünster selbst ein Hüttenwerk mit Hochofen. In der Folge siedelten sich Gießereien und weitere metallverarbeitende Betriebe an. Während des Dreißigjährigen Kriegs erlosch die Metallverarbeitung weitgehend; erst im Jahr 1655 wurde der Hochofen wieder in Betrieb genommen. Im Jahr 1712 verfügte die nassau-weilburgische Regierung die Stilllegung der Hütte, um die wegen der Holzkohleproduktion geschädigten Wälder zu schonen. Audenschmiede sollte als einziger Hüttenstandort fortgeführt werden. Im Jahr 1798 ging das Werk Audenschmiede in den Besitz des im Entstehen begriffenen Buderus-Konzerns über und war bis 1930 einer von dessen bedeutendsten Standorten. Diese industrielle Entwicklung war jedoch nur von kurzer Dauer. Während die Straße im Lahntal ausgebaut und die Lahn kanalisiert wurde, geriet das abseits gelegene Weilmünster ins Hintertreffen. Der Bau der Weilstraße im Jahr 1860 kam recht spät; mit der Bahn erreichte man Weilmünster erst im Jahr 1890.
In der im Oktober 1897 errichteten Landesheil- und Pflegeanstalt Weilmünster wurden in der Zeit des Nationalsozialismus psychisch Kranke und Behinderte zwangssterilisiert und durch vorsätzlichen Entzug von Nahrung, Unterlassung der Pflege oder durch überdosierte Medikamente systematisch ermordet. In den Jahren 1937 bis 1945 starben dort mehr als 6000 Menschen, darunter alle jüdischen Patienten. Ein Ermittlungsverfahren gegen Personal der Anstalt, wegen Beteiligung an den nationalsozialistischen Krankenmorden, wurde im Jahr 1953 eingestellt.
Von den heutigen Ortsteilen wurde Möttau im Jahr 802 erstmals urkundlich erwähnt, Laubuseschbach 897, Wolfenhausen 1194, Essershausen 1233, Lützendorf 1234, Dietenhausen 1301, Ernsthausen 1309, Laimbach 1344, Langenbach 1335, Rohnstadt 1355 und Aulenhausen im Jahr 1565.

### Der Weilmünsterer Bauernaufstand
In der zweiten Hälfte des 16. Jahrhunderts kam es zu teils gewaltsamen Auflehnungen der mehrheitlich landwirtschaftlich tätigen Weilmünsterer Bevölkerung gegen den Landesherren. Anlass war der Wunsch von Graf Albrecht von Nassau-Weilburg, den Wald „Bulnberg“ der Gemeinde Weilmünster übereignet zu bekommen. Eine entsprechende Bitte wurde am 1. Juli 1563 der Einwohnerschaft während einer Versammlung auf der Diedenhausener Landstraße vorgetragen und von dieser zurückgewiesen. Darauf ließ der Graf die Weilmüsterer aus ihrem Wald aussperren und bei der Durchsetzung dieser Sperre zwei von ihnen verhaften. Die Gemeinde wiederum klagte erfolgreich vor dem Reichskammergericht in Speyer auf Unterlassung der Sperre und Freilassung der Gefangenen.
Im weiteren Jahresverlauf bot der Graf der Gemeinde einen Tausch des Waldes gegen andere Rechte in Weilmünster in seinem Besitz an, was die Gemeinde ebenfalls ablehnte. Darauf rief Albrecht den Bann über den Bulnberg aus und ließ in der Nacht zum 10. November 1563 Reisige und Fußvolk in Weilmünster einfallen. Die Soldaten schlugen vier Bauern nieder und nahmen mehrere gefangen.
Im folgenden Jahr erhöhte Albrecht die Frondienste der Weilmünsterer und zahlte ihnen kein Dienstgeld mehr. Die Mehrheit der Bauern verweigerte daraufhin die Fron und rief erneut das Reichskammergericht an. Der Graf reagierte mit Strafgeldern und, als diese nicht gezahlt wurden, mit der Pfändung von Vieh und später von Immobilien und Ackergeräten. Bis 1668 sollen so, nach Angaben der Bauern, rund 1.500 Stück Vieh eingezogen worden sein. In den folgenden rund 20 Jahren schwelte der Konflikt weitgehend unverändert fort. Es kam zu immer neuen Schreiben und Verhandlungen am Reichskammergericht sowie zu Suppliken an den Kaiserhof von Seiten der Bauern und zu immer weitergehenden Pfändungen, Verhaftungen und Ausweisungen von Seiten des Grafen. Die Pfändungen und die Kosten des Rechtsstreits sowie der Ausfall verhafteter oder ausgewiesener Arbeitskräfte führten in den folgenden Jahren zu einer immer höheren Verschuldung vieler Gemeindemitglieder in Weilmünster. 1566 verbot Albrecht die Aufnahme von Hypotheken auf Gemeindebesitz, was den finanziellen Spielraum seiner Kontrahenten weiter einschränkte.
Im Jahr 1571 erreichte der Graf eine Beilegung der Auseinandersetzungen mit neun umliegenden Dörfern, die im geringeren Umfang beteiligte gewesen waren. Innerhalb Weilmünsters waren die Spannungen zwischen den Bauern einerseits und dem Schultheis Christian Weismann sowie den örtlichen Juden andererseits über die Jahre hinweg gewachsen. Ersterer war die örtliche Exekutivperson des Grafen, letztere traten sowohl als Kreditgeber der Hypotheken auf, als auch als Verwerter der gepfändeten Güter im Auftrag des Grafen.
1584 kam es nach Vermittlungsbemühungen durch Johann VI. von Nassau-Dillenburg über den von ihm geführten Wetterauer Grafenverein zu einer Beilegung des Konflikts zwischen Graf Albrecht und einer Minderheit von 67 Mitgliedern der Gemeinde Weilmünster. Im folgenden Jahr setzte Kaiser Rudolf II. (HRR) schließlich eine Kommission unter dem Vorsitz von Kurmainz und der Reichsstadt Frankfurt ein, die den Konflikt beilegen sollte. Parallel ließ Graf Albrecht aber alle an der Auseinandersetzung festhaltenden Gemeindemitglieder aus Weilmünster vertreiben. Die folgenden Lösungsvorschläge der Kommission lehnte Albrecht ab und drohte den Weilmünsterer Widerständlern bei einer Versammlung am 4. September 1587 in Weilburg die endgültige Ausweisung mitsamt ihrer Familien und die Einziehung ihres gesamten Vermögens an. Daraufhin unterwarf sich eine Mehrheit der Gemeinde dem Grafen. Im November des Jahres unterstützte nur noch 53 und damit rund ein Drittel der Gemeindemitglieder die Forderungen gegenüber dem Landesherrn. Bis zum Februar 1588 schrumpfte die Zahl auf wenige Bauern zusammen, die tatsächlich aus der Grafschaft verwiesen und damit zu Vagabunden wurden. Albrecht erließ der Gemeinde daraufhin einen Teil ihrer Schulden und übernahm dafür den gesamten Burgwald. Die verbliebenen Schulden mussten die Weilmünsterer in den folgenden Jahren zurückzahlen.

### Hessische Gebietsreform 1970–77
Im Zuge der Gebietsreform in Hessen fusionierten zum 31. Dezember 1970 der bisherige Marktflecken Weilmünster im Oberlahnkreis mit den bis dahin selbstständigen Gemeinden Aulenhausen, Dietenhausen, Ernsthausen, Laimbach, Langenbach, Laubuseschbach, Lützendorf, Möttau, Rohnstadt und Wolfenhausen freiwillig zur neuen Großgemeinde Weilmünster. Die diesbezügliche offizielle Urkunde des Landes Hessen übergab Landrat Alfred Schneider im „Roten Salon“ des Hotels „Lord“ in Weilburg. Essershausen wurde zum 31. Dezember 1971 auf freiwilliger Basis eingemeindet. Für alle zwölf ehemals eigenständigen Gemeinden wurden Ortsbezirke gebildet.

### Verwaltungsgeschichte im Überblick
Die folgende Liste zeigt die Staaten und Verwaltungseinheiten, denen Weilmünster angehört(e):
- vor 1806: Heiliges Römisches Reich, Grafschaft/Fürstentum Nassau-Weilburg, Amt Weilmünster
- ab 1806: Herzogtum Nassau,[Anm. 2] Amt Weilmünster
- ab 1816: Herzogtum Nassau,[Anm. 3] Amt Weilburg
- ab 1849: Herzogtum Nassau, Kreisamt Hadamar[Anm. 4]
- ab 1854: Herzogtum Nassau, Amt Weilburg
- ab 1867: Königreich Preußen,[Anm. 5] Provinz Hessen-Nassau, Regierungsbezirk Wiesbaden, Oberlahnkreis[Anm. 6]
- ab 1871: Deutsches Reich, Königreich Preußen, Provinz Hessen-Nassau, Regierungsbezirk Wiesbaden, Oberlahnkreis
- ab 1918: Deutsches Reich, Freistaat Preußen, Provinz Hessen-Nassau, Regierungsbezirk Wiesbaden, Oberlahnkreis
- ab 1944: Deutsches Reich, Freistaat Preußen, Provinz Nassau, Oberlahnkreis
- ab 1945: Deutsches Reich, Amerikanische Besatzungszone,[Anm. 7] Groß-Hessen, Regierungsbezirk Wiesbaden, Oberlahnkreis
- ab 1946: Deutsches Reich, Amerikanische Besatzungszone, Hessen, Regierungsbezirk Wiesbaden, Oberlahnkreis
- ab 1949: Bundesrepublik Deutschland, Hessen, Regierungsbezirk Wiesbaden, Oberlahnkreis
- ab 1968: Bundesrepublik Deutschland, Hessen, Regierungsbezirk Darmstadt, Oberlahnkreis
- ab 1974: Bundesrepublik Deutschland, Hessen, Regierungsbezirk Darmstadt, Landkreis Limburg-Weilburg
- ab 1981: Bundesrepublik Deutschland, Hessen, Regierungsbezirk Gießen, Landkreis Limburg-Weilburg

## Bevölkerung

### Einwohnerstruktur 2011
Nach den Erhebungen des Zensus 2011 lebten am Stichtag dem 9. Mai 2011 in Weilmünster 9038 Einwohner. Nach dem Lebensalter waren 1560 Einwohner unter 18 Jahren, 3648 zwischen 18 und 49, 2013 zwischen 50 und 64 und 1815 Einwohner waren älter.
Unter den Einwohnern waren 540 (6,0 %) Ausländer, von denen 148 aus dem EU-Ausland, 314 aus anderen europäischen Ländern und 81 aus anderen Staaten kamen. (Bis zum Jahr 2020 erhöhte sich die Ausländerquote auf 8,9 %.) Die Einwohner lebten in 3852 Haushalten. Davon waren 1092 Singlehaushalte, 1152 Paare ohne Kinder und 1200 Paare mit Kindern, sowie 348 Alleinerziehende und 62 Wohngemeinschaften. In 795 Haushalten lebten ausschließlich Senioren. In 2550 Haushaltungen lebten keine Senioren.

### Einwohnerentwicklung
| Weilmünster: Einwohnerzahlen von 1834 bis 2022 | Weilmünster: Einwohnerzahlen von 1834 bis 2022 | Weilmünster: Einwohnerzahlen von 1834 bis 2022 | Weilmünster: Einwohnerzahlen von 1834 bis 2022 | Weilmünster: Einwohnerzahlen von 1834 bis 2022 |
| --- | ---------------------------------------------- | ---------------------------------------------- | ---------------------------------------------- | ---------------------------------------------- |
| Jahr |                                                |                                                |                                                | Einwohner                                      |
| 1834 | 1834                                           |                                                | 1.299                                          | 1.299                                          |
| 1840 | 1840                                           |                                                | 1.429                                          | 1.429                                          |
| 1846 | 1846                                           |                                                | 1.506                                          | 1.506                                          |
| 1852 | 1852                                           |                                                | 1.550                                          | 1.550                                          |
| 1858 | 1858                                           |                                                | 1.503                                          | 1.503                                          |
| 1864 | 1864                                           |                                                | 1.570                                          | 1.570                                          |
| 1871 | 1871                                           |                                                | 1.517                                          | 1.517                                          |
| 1875 | 1875                                           |                                                | 1.401                                          | 1.401                                          |
| 1885 | 1885                                           |                                                | 1.464                                          | 1.464                                          |
| 1895 | 1895                                           |                                                | 1.531                                          | 1.531                                          |
| 1905 | 1905                                           |                                                | 2.744                                          | 2.744                                          |
| 1910 | 1910                                           |                                                | 2.967                                          | 2.967                                          |
| 1925 | 1925                                           |                                                | 1.893                                          | 1.893                                          |
| 1939 | 1939                                           |                                                | 3.643                                          | 3.643                                          |
| 1946 | 1946                                           |                                                | 3.328                                          | 3.328                                          |
| 1950 | 1950                                           |                                                | 3.684                                          | 3.684                                          |
| 1956 | 1956                                           |                                                | 4.120                                          | 4.120                                          |
| 1961 | 1961                                           |                                                | 3.675                                          | 3.675                                          |
| 1967 | 1967                                           |                                                | 4.040                                          | 4.040                                          |
| 1970 | 1970                                           |                                                | 8.897                                          | 8.897                                          |
| 1972 | 1972                                           |                                                | 9.429                                          | 9.429                                          |
| 1975 | 1975                                           |                                                | 9.118                                          | 9.118                                          |
| 1980 | 1980                                           |                                                | 9.014                                          | 9.014                                          |
| 1985 | 1985                                           |                                                | 8.842                                          | 8.842                                          |
| 1990 | 1990                                           |                                                | 8.904                                          | 8.904                                          |
| 1995 | 1995                                           |                                                | 9.226                                          | 9.226                                          |
| 2000 | 2000                                           |                                                | 9.399                                          | 9.399                                          |
| 2005 | 2005                                           |                                                | 9.387                                          | 9.387                                          |
| 2010 | 2010                                           |                                                | 9.012                                          | 9.012                                          |
| 2011 | 2011                                           |                                                | 9.038                                          | 9.038                                          |
| 2015 | 2015                                           |                                                | 9.012                                          | 9.012                                          |
| 2022 | 2022                                           |                                                | 8.916                                          | 8.916                                          |
| Datenquelle: Historisches Gemeindeverzeichnis für Hessen: Die Bevölkerung der Gemeinden 1834 bis 1967. Wiesbaden: Hessisches Statistisches Landesamt, 1968. Weitere Quellen: LAGIS; 1972:; Hessisches Statistisches Informationssystem; Zensus 2011 Ab 1970 einschließlich der im Zuge der Gebietsreform in Hessen eingegliederten Orte. |                                                |                                                |                                                |                                                |

### Historische Religionszugehörigkeit
| • 1885: | 1378 evangelische (= 97,66 %), 32 katholische (= 2,27 %), ein jüdischer (= 0,07 %) Einwohner  |
| • 1961: | 2499 evangelische (= 68,00 %), 1074 katholische (= 29,22 %) Einwohner                         |
| • 1987: | 6158 evangelische (= 72,0 %), 1718 katholische (= 20,1 %), 677 sonstige (= 7,9 %) Einwohner   |
| • 2011: | 5329 evangelische (= 59,0 %), 1479 katholische (= 16,3 %), 2230 sonstige (= 24,7 %) Einwohner |

## Politik

### Gemeindevertretung
Die Kommunalwahl am 14. März 2021 lieferte folgendes Ergebnis, in Vergleich gesetzt zu früheren Kommunalwahlen:
| Sitzverteilung in der Gemeindevertretung 2021Insgesamt 31 Sitze - SPD: 12 - BL: 6 - BfW: 3 - CDU: 10 | Parteien und Wählergemeinschaften | Parteien und Wählergemeinschaften           | 2021  | 2021  | 2016  | 2016  | 2011  | 2011  | 2006  | 2006  | 2001  | 2001  |
| Sitzverteilung in der Gemeindevertretung 2021Insgesamt 31 Sitze - SPD: 12 - BL: 6 - BfW: 3 - CDU: 10 | Parteien und Wählergemeinschaften | Parteien und Wählergemeinschaften           | %     | Sitze | %     | Sitze | %     | Sitze | %     | Sitze | %     | Sitze |
| Sitzverteilung in der Gemeindevertretung 2021Insgesamt 31 Sitze - SPD: 12 - BL: 6 - BfW: 3 - CDU: 10 | SPD                               | Sozialdemokratische Partei Deutschlands     | 39,5  | 12    | 35,6  | 11    | 45,5  | 14    | 43,1  | 13    | 43,3  | 13    |
| Sitzverteilung in der Gemeindevertretung 2021Insgesamt 31 Sitze - SPD: 12 - BL: 6 - BfW: 3 - CDU: 10 | CDU                               | Christlich Demokratische Union Deutschlands | 32,7  | 10    | 32,2  | 10    | 37,9  | 12    | 41,2  | 13    | 40,5  | 13    |
| Sitzverteilung in der Gemeindevertretung 2021Insgesamt 31 Sitze - SPD: 12 - BL: 6 - BfW: 3 - CDU: 10 | BL                                | Bürgerliste FWG-F.D.P.                      | 17,2  | 6     | 19,1  | 6     | 16,6  | 5     | 15,7  | 5     | 10,9  | 3     |
| Sitzverteilung in der Gemeindevertretung 2021Insgesamt 31 Sitze - SPD: 12 - BL: 6 - BfW: 3 - CDU: 10 | BfW                               | Bürger für Weilmünster                      | 10,6  | 3     | 13,2  | 4     | —     | —     | —     | —     | —     | —     |
| Sitzverteilung in der Gemeindevertretung 2021Insgesamt 31 Sitze - SPD: 12 - BL: 6 - BfW: 3 - CDU: 10 | Grüne                             | Bündnis 90/Die Grünen                       | —     | —     | —     | —     | —     | —     | —     | —     | 5,2   | 2     |
| Sitzverteilung in der Gemeindevertretung 2021Insgesamt 31 Sitze - SPD: 12 - BL: 6 - BfW: 3 - CDU: 10 | Gesamt                            | Gesamt                                      | 100,0 | 31    | 100,0 | 31    | 100,0 | 31    | 100,0 | 31    | 100,0 | 31    |
| Sitzverteilung in der Gemeindevertretung 2021Insgesamt 31 Sitze - SPD: 12 - BL: 6 - BfW: 3 - CDU: 10 | Wahlbeteiligung in %              | Wahlbeteiligung in %                        | 49,1  | 49,1  | 52,0  | 52,0  | 49,3  | 49,3  | 48,4  | 48,4  | 56,9  | 56,9  |

### Bürgermeister
Nach der hessischen Kommunalverfassung wird der Bürgermeister für eine sechsjährige Amtszeit gewählt, seit dem Jahr 1993 in einer Direktwahl, und ist Vorsitzender des Gemeindevorstands, dem in dem Marktflecken Weilmünster neben dem Bürgermeister ehrenamtlich ein Erster Beigeordneter und sechs weitere Beigeordnete angehören. Bürgermeister ist seit dem 1. November 2018 der parteiunabhängige Mario Koschel. Er wurde als Nachfolger von Manfred Heep, der nach vier Amtszeiten nicht wieder kandidiert hatte, am 27. Mai 2018 in einer Stichwahl bei 56,4 Prozent Wahlbeteiligung mit 55,3 Prozent der Stimmen gewählt. Es folgte eine Wiederwahl ohne Gegenkandidaten im Juni 2024.
Amtszeiten der Bürgermeister
- 2018–2030 Mario Koschel[21]
- 1994–2018 Manfred Heep[22]
- 1988–1994 Klaus Pfeiffer
- 1958–1988 Waldemar Windmeier
- 1952–1958 Wilhelm Benz
- 1951–1952 Dr. Kottek
(kommissarisch, Erster Beigeordneter)
- 1948–1951 Albert Benz
- 1948 Friedrich Weinbrenner
(kommissarisch, Erster Beigeordneter)
- 1946–1948 Albert Weil
- 1945–1946 Adolf Metzler
- 1945 Albert Weil
- 1941–1945 Hermann Weil
- 1933–1941 August Färber
- 1926–1933 August Müller
- 1900–1926 Philipp Heinrich Klein
- 1896–1900 Philipp Eppstein
- 1891–1896 Philipp Friedrich Dienst
- 1880–1891 Friedrich Ernst Dienst
- 1876–1880 Philipp Friedrich Dienst
- 1867–1875 Johann Christian Eppstein

### Ortsbezirke
Für die Ortsteile Kerngemeinde Weilmünster, Aulenhausen, Dietenhausen, Ernsthausen, Laimbach, Langenbach, Laubuseschbach, Lützendorf, Möttau, Rohnstadt und Wolfenhausen bestehen Ortsbezirke mit Ortsbeirat und Ortsvorsteher, nach Maßgabe der §§ 81 und 82 HGO und des Kommunalwahlgesetzes in der jeweils gültigen Fassung, gibt es im Gemeindegebiet: Die Wahl der Ortsbeiräte erfolgt im Rahmen der Kommunalwahlen. Der Ortsbeirat wählt eines seiner Mitglieder zum Ortsvorsteher bzw. zur Ortsvorsteherin.

### Ortsbeirat Kerngemeinde Weilmünster
Der Ortsbeirat besteht aus fünf Mitgliedern. Bei den Kommunalwahlen in Hessen 2021 betrug die Wahlbeteiligung zum Ortsbeirat 39,03 %. Dabei wurden gewählt: zwei Mitglieder der SPD, zwei Mitglieder der CDU und ein Mitglied der Bürgerliste. Der Ortsbeirat wählte Christian Horn (SPD) zum Ortsvorsteher.

### Hoheitssymbole

#### Wappen
|                                      | Wappen des Marktfleckens Weilmünster |
| Wappen des Marktfleckens Weilmünster | Blasonierung: „In Silber eine zweitürmige, blau-bedachte und mit bekreuzten goldenen Turmkugeln auf den Turmspitzen und dem Langhausdachende besetzte rote Kirche in perspektivischer Südostansicht, im linken Obereck in Blau ein mit sieben goldenen Schindeln bestreuter steigender rot-bezungter und rot-wehrter goldener Löwe.“ |
| Wappen des Marktfleckens Weilmünster | Wappenbegründung: Das Wappen in der heutigen Form wurde am 1. Juli 1935 vom Oberpräsident der Provinz Hessen-Nassau verliehen und am 30. September 1983 vom hessischen Innenminister bestätigt. Gleichzeitig wurde mit separater Urkunde der Gemeinde Weilmünster (Oberlahnkreis) das Recht verliehen, die Bezeichnung „Marktflecken“ zu führen. Die Kirche im Wappen ist der evangelischen Kirche Weilmünster nachgebildet. Der goldene Löwe mit den sieben Schindeln entstammt dem Wappen des ehemaligen Herzogtums Nassau. Nachweisbar wurde das heutige Wappen bereits in der Zeit kurz nach dem Dreißigjährigen Krieg als Amtssiegel geführt. |

#### Flagge
„Die Flagge zeigt die beiden Farbbahnen Orange und Blau, die im oberen Drittel verwechselt sind, belegt mit dem Gemeindewappen.“ Die Farben Orange und Blau erinnern an die Landesfarben des ehemaligen Herzogtums Nassau. Alternativ zum Gemeindewappen wird bei bestimmten Veranstaltungen eine Fahne, die Weilmünsterfahne, gehisst.

### Partnerschaften
Weilmünster unterhält seit dem Jahr 1963 eine partnerschaftliche Beziehung zur Gemeinde Le Cheylard in Frankreich.

## Kultur und Sehenswürdigkeiten

### Kulturdenkmäler

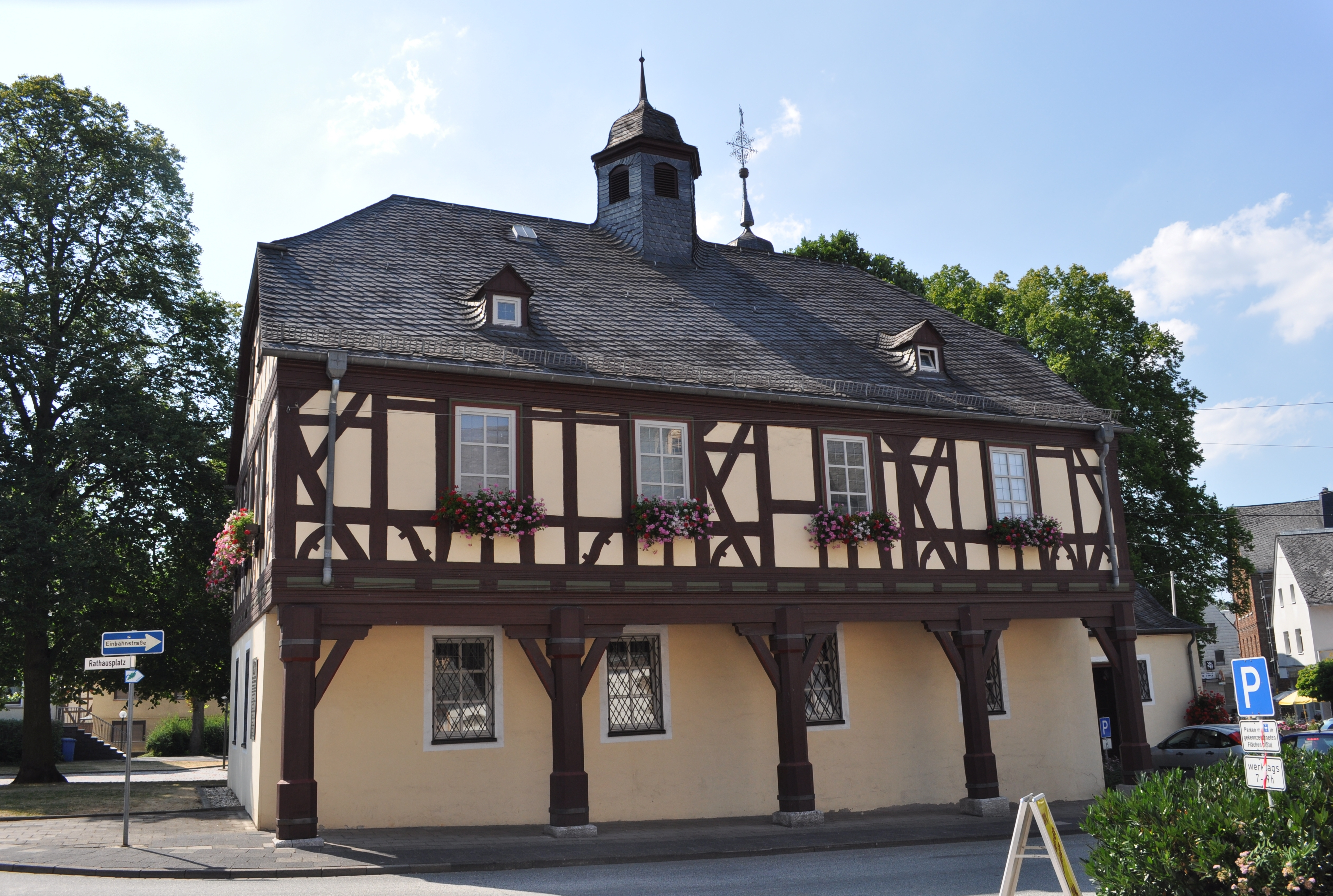
Amtshaus
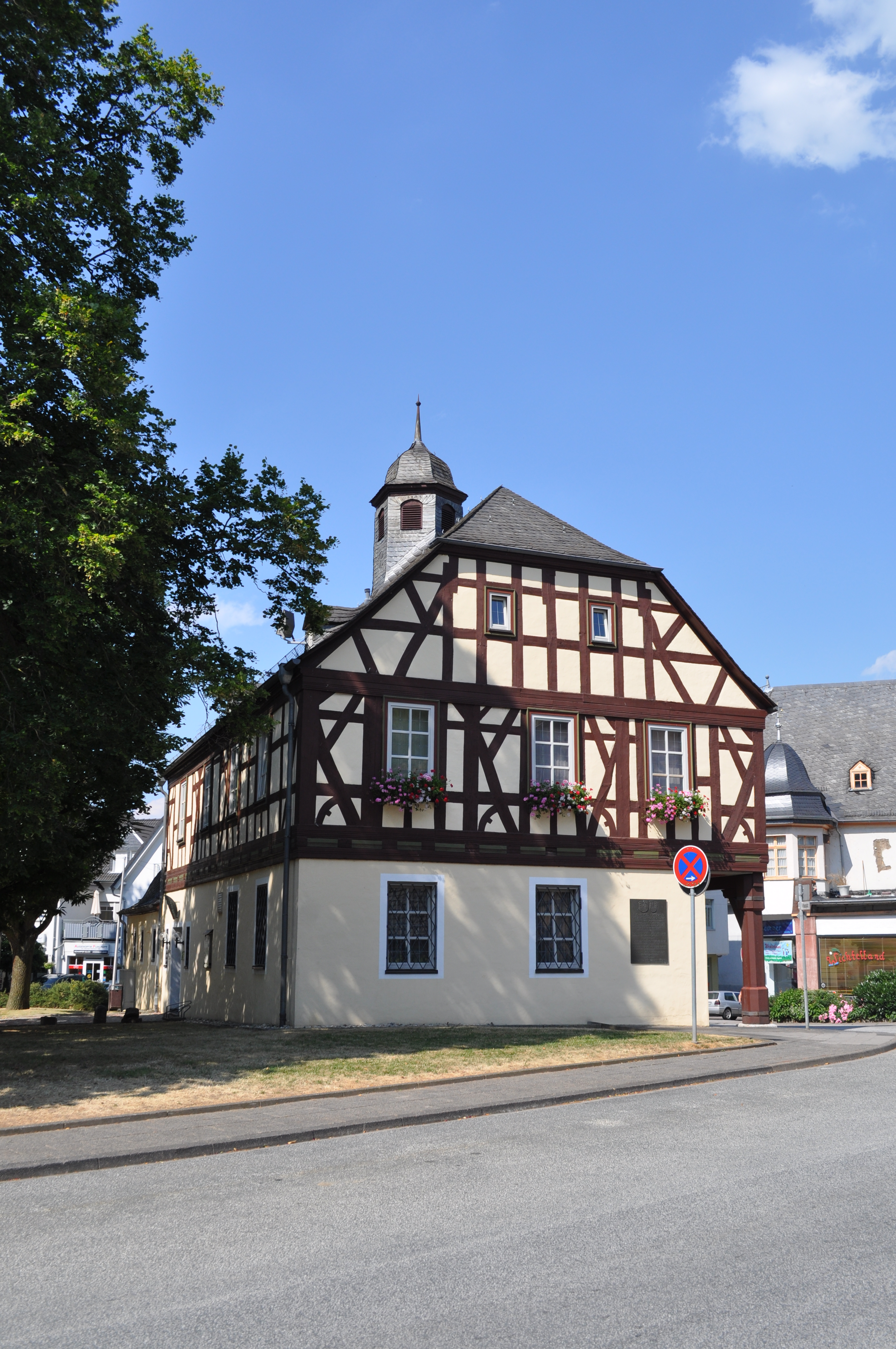
Amtshaus (Seitenansicht)
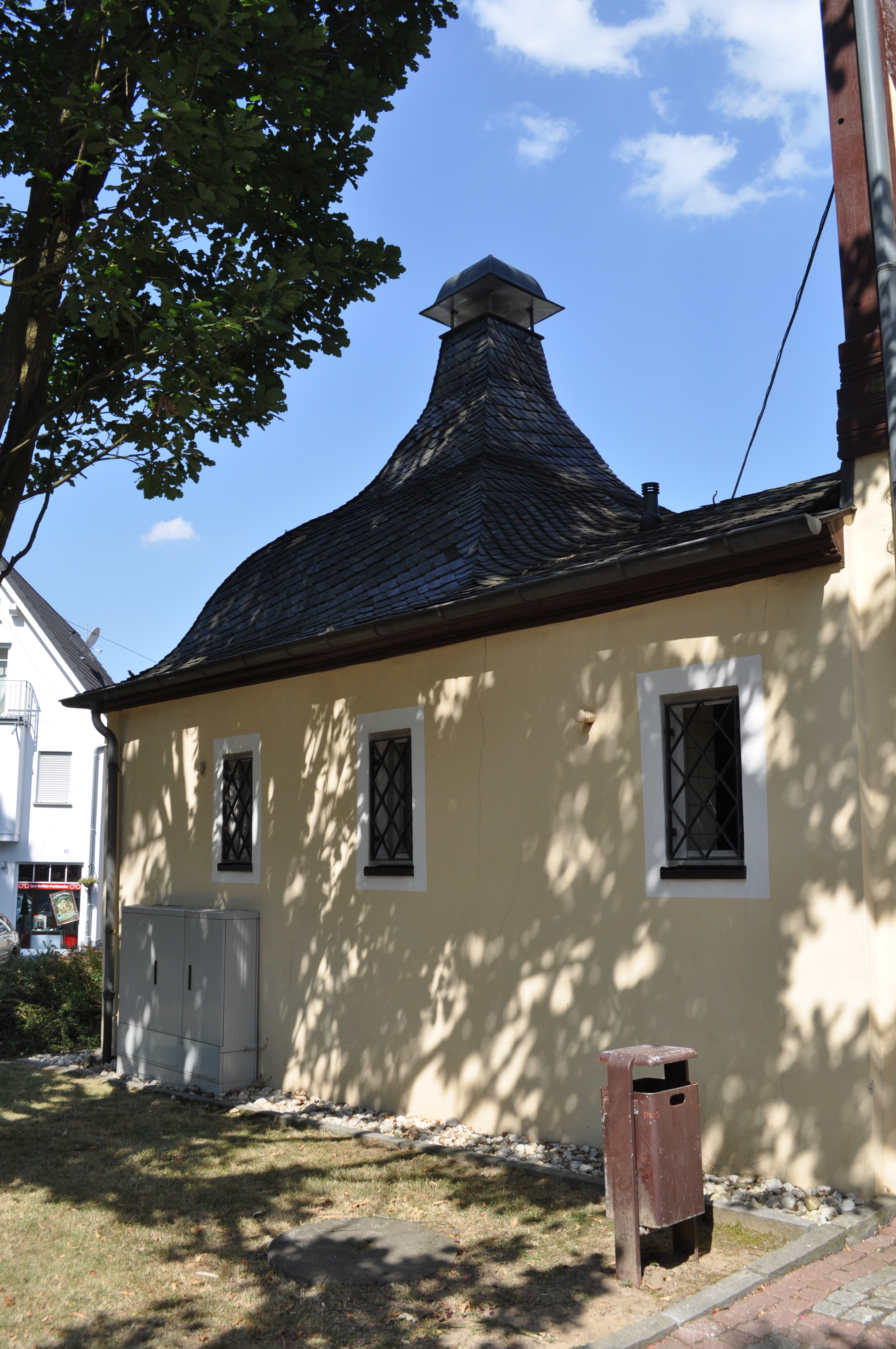
Backhaus
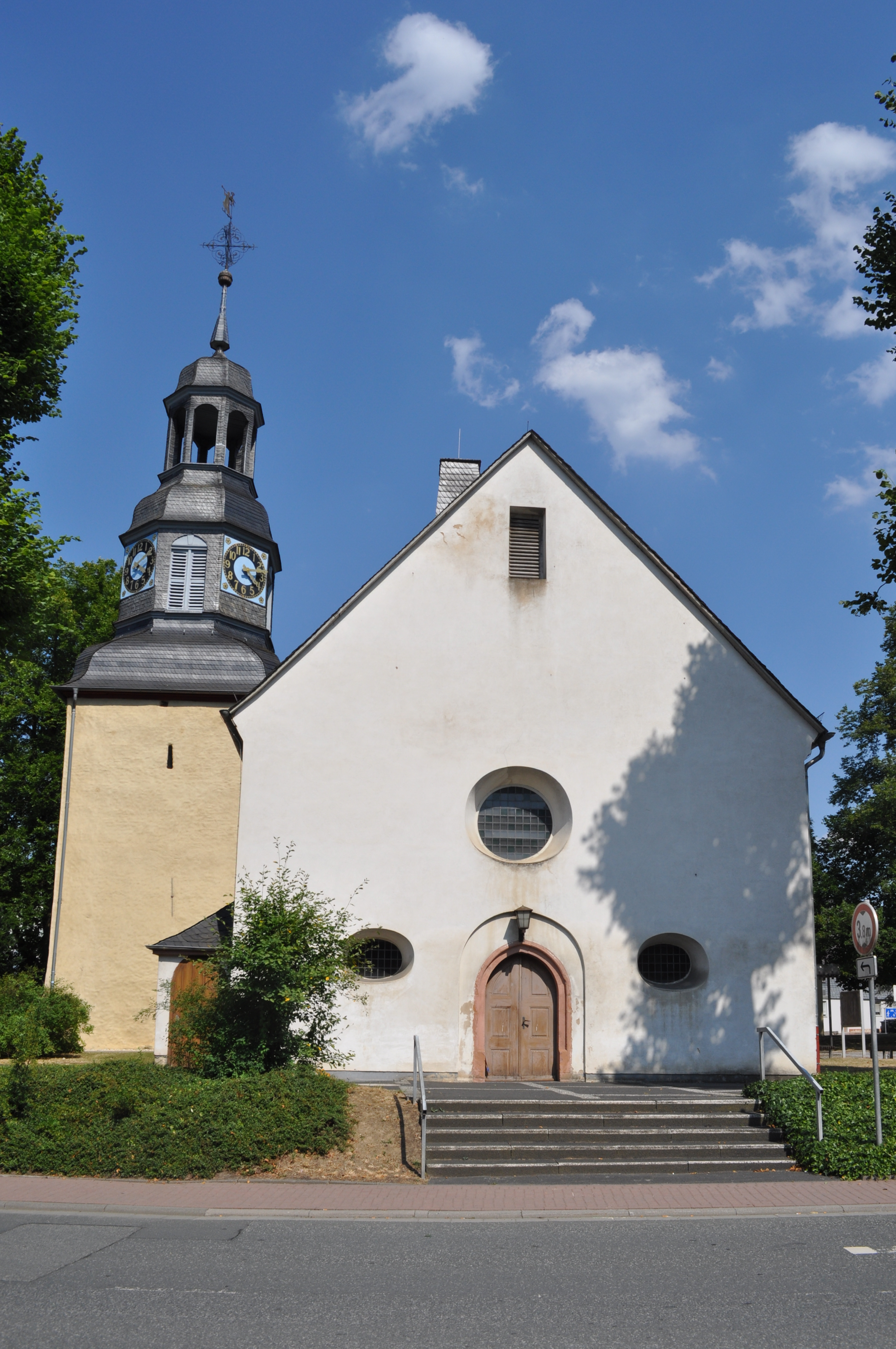
Evangelische Kirche
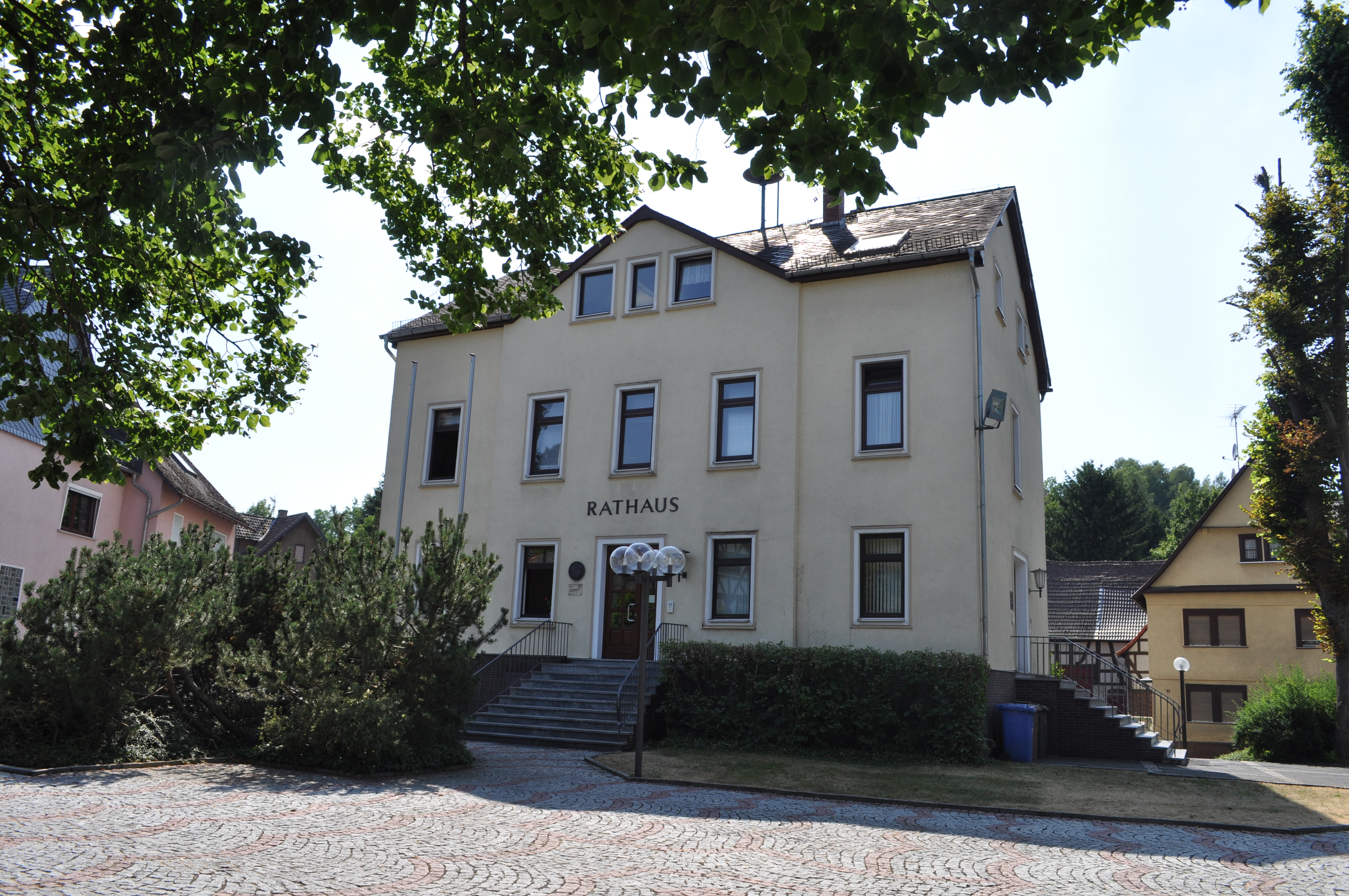
Rathaus von Weilmünster
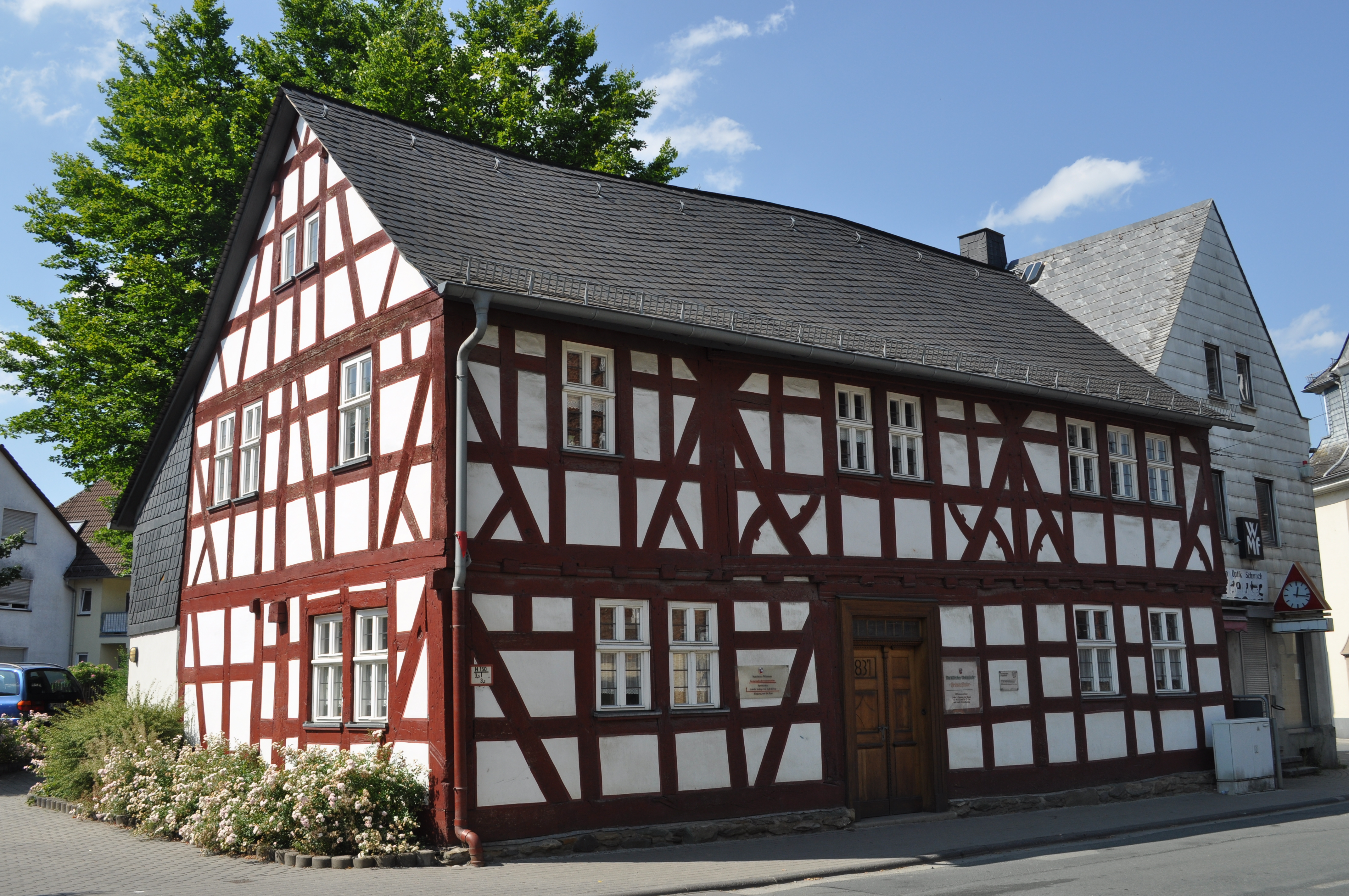
Heimatstube des Heimatvereins
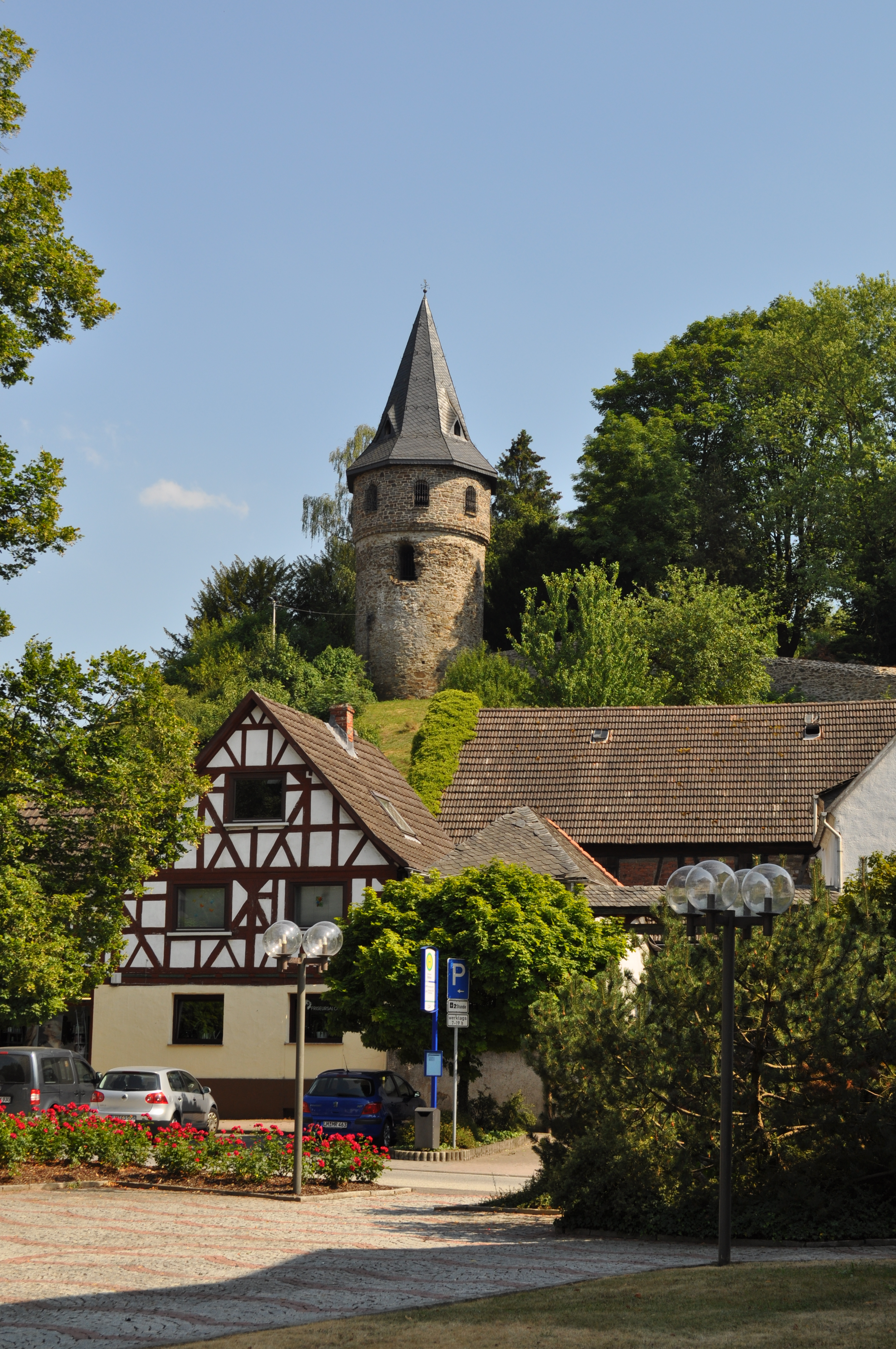
Kirbergturm

#### Altes Nassauisches Amtshaus
Das Amtshaus in Weilmünster ist ein Fachwerkhaus mit Krüppelwalmdach und sechseckigem Firstreiter gegenüber Rathaus und evangelischer Kirche. Das Gebäude wurde im 17. Jahrhundert errichtet und war Sitz des Oberschultheißen und des Gerichtes. Von 1772 bis 1822 diente das Gebäude auch als Schule. Eine Jungen- und eine Mädchenklasse waren eingerichtet. Von 1822 bis 1915 war das Haus Schulgebäude von Weilmünster. Von 1915 bis 1965 wurde das Haus als Wohnhaus genutzt. Von 1969 bis 1974 wurden vorbereitende Arbeiten zur Nutzungsänderung durchgeführt und 1979/80 die Sanierung abgeschlossen. Heute ist das Haus Sitz des Bauamtes und des Standesamtes.
An das Amtshaus angebaut ist das ehemalige Backhaus (im Volksmund „Bolles-che“). Das kleine Gebäude mit dem auffälligen Dach wurde als Gefängnis, Wachlokal, Sitz des Nachtwächters und des Ortsschäfers genutzt.

#### Evangelische Kirche mit Wehrturm
Die evangelische Kirche in Weilmünster verfügt über einen freistehenden Wehrturm aus dem 12./13. Jahrhundert. Chor und Langhaus wurden 1511 geweiht. 1790 wurde das Gotteshaus in barockem Stil umgebaut. Die dreiseitige Empore und der Opferstock stammen aus dem Jahr 1654, die Kanzel aus dem 17. Jahrhundert, die Orgel aus 1776 und der Taufbeckenständer aus dem 18. Jahrhundert.

### Rathaus
Das klassizistische Rathaus wurde um das Jahr 1810 erbaut. Bis 1915 wurde das Gebäude auch als Schule genutzt. Im Zweiten Weltkrieg wurde das Haus 1944 zerstört und nach dem Krieg teilweise wieder aufgebaut.

### Heimatstube
Die Heimatstube ist ein traufständiges Doppelhaus mit einem Baujahr um 1700. Das Fachwerkhaus verfügt über Schnitzereien an Schwelle und Eckständer. Die mit Rauten und Zopfwerk geschmückte Oberlichttür weist als Jahreszahl 1837 aus. Das Haus wird heute als Heimatstube des Heimatvereins Weilmünster genutzt.
Neben der Heimatstube gibt es weitere Fachwerkhäuser im Ort.

### Aussichtsturm „Kirbergturm“
Der Kirbergturm, im Volksmund auch „Römerturm“ genannt, ist ein etwa 20 Meter hoher Turm, der ca. 25 Meter oberhalb der Gemeinde liegt. Es handelt sich um einen Wachturm als Teil der mittelalterlichen Befestigungsanlage von Weilmünster. Der Bau stammt aus der Zeit um 1600.
In der Nachbarschaft befinden sich Reste der Befestigungsmauer. 1986/87 wurde der Turm renoviert. 2022 wurde der Kirbergturm als Weltkulturerbe vorgeschlagen.

### Regelmäßige Veranstaltungen
Weilmünster besitzt seit mehr als 400 Jahren Marktrechte und macht davon auch heute noch regen Gebrauch. Frühlings-, Bauern- und Martinimarkt sorgen für großen Publikumsandrang. Außerdem ziehen Sportveranstaltungen wie der Weiltal-Marathon und der autofreie Sonntag im Weiltal immer wieder Gäste in den Ort. Der Jahresverlauf:
- März: Frühlingsmarkt
- April: Weiltal-Marathon
- Juni: Weiltal-Familien-Radtour in Zusammenarbeit mit dem Verkehrs- und Verschönerungsverein Weilmünster
- Juli: Apfellauf in Zusammenarbeit mit der Kelterei Heil
- Juli: Weinfest
- August: Autofreier WeiltalSonntag
- September: Kirmes (mit Bauernmarkt)
- November: Martinimarkt

## Wirtschaft und Infrastruktur

### Wirtschaft
Das Vitos Klinikum Weilmünster ist mit 680 Beschäftigten größter Arbeitgeber in der Großgemeinde. Im Februar 2021 gab der Vitos-Konzern bekannt, sein großes Klinikgelände in Weilmünster zu räumen. Was bislang an Ideen für eine neue Nutzung bekannt wurde, hat Kritiker aufgeschreckt. Denn 6.000 Patienten der früheren Heilanstalt wurden von Nazis ermordet.
Zweitgrößter Arbeitgeber ist der Automobilzulieferer KM Decorative Components GmbH in Audenschmiede. Es folgen ein Straßenbau-Unternehmen sowie eine Vielzahl an mittelständischen Geschäften und Handwerksbetrieben.
Weilmünster gehört zu den waldreichsten Orten im Landkreis. Das Forstamt Weilmünster betreut neben dem Staatswald auch den Wald von zwölf Kommunen im Süden des Landkreises Limburg-Weilburg und des Lahn-Dill-Kreises.

### Verkehr
Weilmünster liegt in der Nähe der Bundesstraße 456, über die Weilburg und Bad Homburg vor der Höhe zu erreichen sind. Die Entfernung zum Flughafen Frankfurt beträgt etwa 60 km.
Die bis zum Jahr 1990 abgebaute Weiltalbahn von Weilburg nach Grävenwiesbach führte durch Weilmünster. Neben dem eigentlichen, abgelegenen Bahnhof selbst besaß auch die Kureinrichtung einen eigenen Haltepunkt namens Weilmünster-Kurhaus. Im Ort zweigte die Bahnstrecke Weilmünster–Laubuseschbach ab. Zwischenzeitlich wurden alle Gleise restlos entfernt und die Trasse wurde größtenteils für den Bau des Weiltalwegs genutzt. Auch die Trasse nach Laubuseschbach kann heute von Wanderern, Radfahrern oder Inlinern benutzt werden (Asphaltdecke). In Weilmünster finden sich als letzte Zeugen der Eisenbahn das alte Bahnhofsgebäude und die zugemauerten Tunnelportale. Die bis August 2007 noch vorhandenen Steinbögen des Viaduktes im Ort mussten einer Straßenverbreiterung weichen. Im Zusammenhang mit der Reaktivierung der Bahnstrecke Friedrichsdorf–Albshausen zwischen Grävenwiesbach nach Brandoberndorf wurde auch eine erneute Anbindung Weilmünsters an das Schienennetz erwogen. Die Pläne wurden aber nicht konkret weiterverfolgt.

### Bildung
In der Kerngemeinde Weilmünster besteht eine Grundschule mit Außenstelle in Laubuseschbach. Weiterhin gibt es eine kooperative Gesamtschule mit Haupt-, Realschule sowie einem Gymnasiumszweig der Jahrgangsstufen fünf bis neun. Viele Schüler aus Weilmünster besuchen auch weiterführende Schulen in Weilburg.

### Einrichtungen
- Freiwillige Feuerwehr Weilmünster, gegr. 1910 (seit 1. Oktober 1975 mit Jugendfeuerwehr und seit 23. September 2007 mit Kinderfeuerwehr)
- Freiwillige Feuerwehr Aulenhausen, gegr. 1934 (seit 1. Januar 1992 mit Jugendfeuerwehr)
- Freiwillige Feuerwehr Dietenhausen, gegr. 1934 (seit 27. Februar 1996 mit Jugendfeuerwehr und seit 2. April 2011 mit Kinderfeuerwehr)
- Freiwillige Feuerwehr Ernsthausen, gegr. 1932 (seit 8. Juli 1990 mit Jugendfeuerwehr)
- Freiwillige Feuerwehr Essershausen, gegr. 1934
- Freiwillige Feuerwehr Laimbach, gegr. 1934 (seit 1. Juli 1988 mit Jugendfeuerwehr)
- Freiwillige Feuerwehr Langenbach, gegr. 1934 (seit 1977 mit Fanfarenzug und seit 1. Dezember 1981 mit Jugendfeuerwehr)
- Freiwillige Feuerwehr Laubuseschbach, gegr. 1934 (seit 16. Juni 1983 mit Jugendfeuerwehr und seit 21. August 2010 mit Kinderfeuerwehr)
- Freiwillige Feuerwehr Rohnstadt, gegr. 1934 (seit 9. Januar 1999 mit Jugendfeuerwehr)
- Freiwillige Feuerwehr Wolfenhausen, gegr. 1932 (seit 1. März 1977 mit Jugendfeuerwehr und seit 25. September 2010 mit Kinderfeuerwehr)

## Söhne und Töchter der Gemeinde
- Sebastian Wilhelm von Meel (um 1597–1666), Jurist, Kurmainzer und Würzburger Kanzler, Gesandter zum Reichstag in Regensburg sowie zu den Verhandlungen (Westfälischer Friede)
- Peter Dienst (1773–1856), Schultheiß und Mitglied des Nassauischen Landtags
- Carl Nickel (1804–1874), Feldgerichtsschöffe und Mitglied des Nassauischen Landtags
- Christian Vonhausen (1806–1876), Amtmann und Landtagsabgeordneter
- Wilhelm Franz (1864–1948), Architekt und Hochschullehrer, Stadtbaumeister in St. Johann a. d. Saar (heute Saarbrücken), Erbauer des Rathauses Dillingen
- Ernst Schiele (1865–1933), geboren in Audenschmiede, Industrieller und Parlamentarier
- Georg Zitzer (1870–1932), geboren in Aulenhausen, Lehrer, Heimatforscher und -dichter
- Ernst Loew (1911–1988), Landtagsabgeordneter und Erster Kreisbeigeordneter
- Reinhold Staudt (1928–1978), Politiker (SPD), Bundestagsabgeordneter
- Helmut Jung (* 1951), deutscher Architekt, Bauunternehmer und Politiker
- Antje Schrupp (* 1964), Journalistin, Politikwissenschaftlerin und Philosophin